# داريو دياز
داريو دياز (بالإسبانية: Darío Díaz)‏ هو دراج أرجنتيني، ولد في 13 يوليو 1981 في سان فرناندو ديل فالي دي كاتاماركا في الأرجنتين.

## وصلات خارجية
- داريو دياز على موقع الاتحاد الدولي للدراجات (الإنجليزية)
- داريو دياز على موقع أرشيف الدراجات (الإنجليزية)
- داريو دياز على موقع إحصائيات الدراجات الإحترافية (الإنجليزية)
- داريو دياز على موقع نسبة الدراجات (الإنجليزية)